# Fehérvári Péter
Fehérvári Péter (Sepsiszentgyörgy, 1983. március 17. –) magyar színész.

## Életpályája
Sepsiszentgyörgyön született, 1983. március 17-én. Szülővárosában a Mikes Kelemen Líceumban folytatta középiskolai tanulmányait. Színészi diplomáját a kolozsvári Babeș–Bolyai Tudományegyetem Színművészeti Karán szerezte meg. 2005-től a Harag György Társulatnál indult pályája. 2007-től a sepsiszentgyörgyi Háromszék Táncegyüttes M-Studio mozgásszínházi műhelyének színészeként, mozgásszínészeként dolgozott. 2010-től a székesfehérvári Vörösmarty Színház szerződtette. 2012-től szabadúszó színész, szinkronszínész, koreográfus, énekes (a TransylMania együttes tagja). 

„…dolgoztam bábszínházban Pécsen, Miskolcon, Debrecenben és nyári játékokon, koreografáltam a mozgásszínházas múltam miatt, játszottam, ahol és amikor csak lehetett határon innen és túl.”

 Szerepelt a debreceni Csokonai Nemzeti Színházban, a Vojtina Bábszínházban, a pécsi Bóbita Bábszínházban és Budapesten a Nemzeti Színházban, a Gózon Gyula Kamaraszínházban, az Újszínházban, és 2017-től a Turay Ida Színházban. A Dió Rádió és a Sztár FM állomáshangja volt

## Fontosabb színházi szerepei
- William Shakespeare: A velencei kalmár... Bassanio
- William Shakespeare: Romeo és Júlia... Capulet
- William Shakespeare: Hamlet... Laertes, Polonius fia; Guildenstern; II. sírásó
- William Shakespeare: Macbeth... Macduff, tábornok
- Pedro Calderón de la Barca: Az élet a-moll (álom)... Segismundo
- Georg Büchner: Dokk – Woyzeck... Tamburmajor
- Anton Pavlovics Csehov: Szép fehérség (tánc)... Szoljonij
- Arthur Miller: Édes fiaim... George Deever
- Ion Luca Caragiale: Zűrzavaros éjszaka... Chiriac, segéd, Dumitrache bizalmasa
- Luigi Pirandello: Ma este improvizálunk... szereplő
- Szophoklész: Antigoné... Kar
- Ivan Kušan – Tasnádi István: Balkáni kobra... Juraj Ardonjak, vállalkozó
- Misima Jukió: Krisztus születése... Pán
- Georgo Faloni: Ártatalan vagyok... Antonio, Giulia vőlegénye
- Joe Kelly – George Gershwin: Girls - swing "Tánc az életünk"... szereplő
- Csokonai Vitéz Mihály: Karnyóné... Lázár, boltos legény
- Molnár Ferenc: Liliom (mozgás)... Liliom
- Móra Ferenc: Kincskereső kisködmön... Tanító bácsi
- Móricz Zsigmond: Sári bíró... Gedi
- Örkény István: Tóték... Gizi
- Sárosi István: Trianon... Pallavicini György; Tomori Pál; Linder Béla; Eötvös József
- Ratkó József: Segítsd a királyt!... Pető fia
- Szerb Antal: 	Ex (VII. Olivér)... I. Sancho
- Háy János: A Senák... Két ló
- Tasnádi István: Finito... dr. Juhos Buda, rendőrhadnagy
- Jámbor József – Michał Walczak: A lányka és a Pápa... Péter; Férfi
- Uray Péter: A malom... Látogató
- Bús Fekete László – Török Rezső – Görög László: Félnótás kabaré szilveszterre, avagy a dürrögő gyászhuszár... Bagó; Csábító
- Szirmai Albert – Bakonyi Károly – Gábor Andor: Mágnás Miska... Miska, lovász; Baracs Istvánmérnök
- Kálmán Imre: Csárdáskirálynő... Endrey úr; Oberlautant Steiner
- Várady Szabolcs – Bognár Róbert – Darvas Ferenc – Gaál József: A peleskei nótárius... Tóti Dorka, géczi boszorkány
- Déry Tibor – Pós Sándor – Presser Gábor – Adamis Anna: Képzelt riport egy amerikai popfesztiválról... Joshua
- Horváth Péter – Presser Gábor – Sztevanovity Dusán: A padlás... Herceg
- John Michael Tebelak – Stephen Schwartz: Godspell... szereplő
- Pintér Tamás – Horváth Péter – Mihály Tamás: 56 csepp vér... Szakaszvezető
- Szikora János – Matuz János: II. András - Csillaghullásban álmodó... Türingiai Lajos tartománygróf, Árpád-házi Erzsébet férje
- Sobor Antal: Perelj, Uram!... Förhécz őrmester
- Szikora János: IV. Béla - Az élet magja... Julianus barát; IX. Lajos francia király; Ugrin érsek
- Medveczky Balázs – Zerkovitz Béla: Zerkovitz úr, ébresztő!... Zerkovitz Béla, zeneszerző
- Hunyady Sándor – Topolcsányi Laura: A vöröslámpás ház... Csonttelky Szigfid
- Topolcsányi Laura: Rocknagyi... Rendező
- Topolcsányi Laura: Segítség, én vagyok a feleségem!... Sándor, házibarát
- Topolcsányi Laura – Berkes Gábor: A férfiak a fejükre estek... János, Niki exférje
- Topolcsányi Laura – Berkes Gábor: Salasa, szivar, szerelem... Ernesto, Carolina régi szeretője
- Topolcsányi Laura: Hókirálynő... Varjúfiú; Faláb
- Muszty Bea – Dobay András: A kék csodatorta... Dühe; Kámpics; Katona
- Lackfi János: A dühös lovag... Tancredi lovag
- Győri Péter: Mátyás madara... Ahmak Mehmek
- Charles Perrault – Nyírő Beáta – Frédéric Chopin: Hamupipőke... Ottokár király
- L. Frank Baum – Silló Sándor: Óz, a nagy varázsló... Madárijesztő (Kansas-ben Mad)
- Rudyard Kipling – Topolcsányi Laura: A dzsungel könyve... Balú, a medve
- Csukás István: Diótörőcske... Fekete sereg királya
- Arany János: Rózsa és Ibolya... szereplő (Vojtina Bábszínház)
- Grimm fivérek: A tettyei muzsikusok... szereplő (Bóbita Bábszínház)

## Filmek, tv
- Tetemre hívás (2002)... Falubeli
- Ördögtérgye (2004)
- Stambuch (2005)... Danyi, jurátus deák
- Las aventuras del capitán Alatriste (sorozat, 2015)... Mayordomo
- Jóban Rosszban (sorozat, 2016–2017)... Cillei Anton
- Ahogy eddig (2018)... Orvos
- 200 első randi (sorozat, 2019)... Balatoni Szabolcs
- A mi kis falunk (sorozat, 2020)... Operatőr
- Apatigris (sorozat, 2020)... Pincér
- Egyszer volt Budán Bödör Gáspár (sorozat, 2020)... Főorvos
- Doktor Balaton (sorozat, 2021)... Pincér
- Mintaapák (sorozat, 2021)... Lili apja
- Családi kör (sorozat, 2021)... Ottó
- Blokád (film, 2022)... Vidéki apuka
- Oltári történetek (sorozat, 2022)... Péterházy Simon
- A besúgó (sorozat, 2022)... Részeg KISZ-es srác
- Brigi és Brúnó (sorozat, 2022)... Dani
- Ida regénye (tévéfilm, 2022)... Mulató férfi
- Cella – Letöltendő élet (sorozat, 2023)... Pali
- …a szomszéd tehene (sorozat, 2024) ...Apuka
- A renitens (sorozat, 2024) ...Nemes / Horváth
- Gólkirályság (sorozat, 2024) ...Újságíró